# Mars Exploration Rovers
Mars Exploration Rovers var to NASA fartøjer til ubemandede rummissioner. Projektet omfattede to robotter der kørte rundt på planeten Mars:
- Spirit (Mer-A)
- Opportunity (Mer-B)

Projektet begyndte i 2003 da man sendte de to marsrovere – Spirit og Opportunity – for at udforske overfladen og geologien på Mars. De vigtigste videnskabelige mål i programmet, var at lede efter og karakterisere et vidt udvalg af sten og jordprøver, som kan bevise eller afkræfte, om der er, eller har været vand på Mars. 
Missionerne var del af NASA's Mars Exploration Program som inkluderer tidligere succesfulde landinger, de to Viking-sonder (Viking 1 og 2) i 1976, Mars Pathfinder i 1997, 2001 Mars Odyssey, Mars Express, Mars Reconnaissance Orbiter og Phoenix der landede på Mars i 2008. Andre opsendelser i programmet er Curiosity (2011) og MAVEN (2013).
Projektet var ledet af Peter Theisinger fra NASA's Jet Propulsion Laboratory og Steven Squyres, professor i astronomi ved Cornell University.
Den 13. februar 2019 erklærede NASA missionen for afsluttet, da Opportunity ikke havde kommunikeret siden august 2018.

## Rumfartøjernes design
Mars Exploration Rover var designet for at blive sat på en Delta II-raket. Hvert fartøj består af komponenterne:
| Del                    | Vægt    |
| ---------------------- | ------- |
| Mars-rover             | 185 kg  |
| Lander                 | 348 kg  |
| Rygskjold og faldskærm | 209 kg  |
| Varmeskjold            | 78 kg   |
| Cruise-modul           | 193 kg  |
| Brændstof              | 50 kg   |
| Total masse            | 1063 kg |

- Diagram over MER (NASA/JPL-Caltech)
- Billede som viser Opportunity rover før missionen til Mars
- Diagram som viser fartøjernes isolering